# Muqàddam ibn Muafa al-Qabri
Muqàddam ibn Muafa al-Qabrí (en àrab Muqaddam b. Muʿāfà al-Qabrī) (m. vers 911/912) fou un poeta andalusí nadiu de Qabra, actualment Cabra, a la província de Còrdova). Alguns autors el fan el creador del gènere poètic muwàixxah però sembla més probable que l'autèntic creador fos Muhàmmad ibn Mahmud al-Qabrí "el Cec", un altre poeta també de Cabra.